# Reformierte Kirche Cresta Ferrera

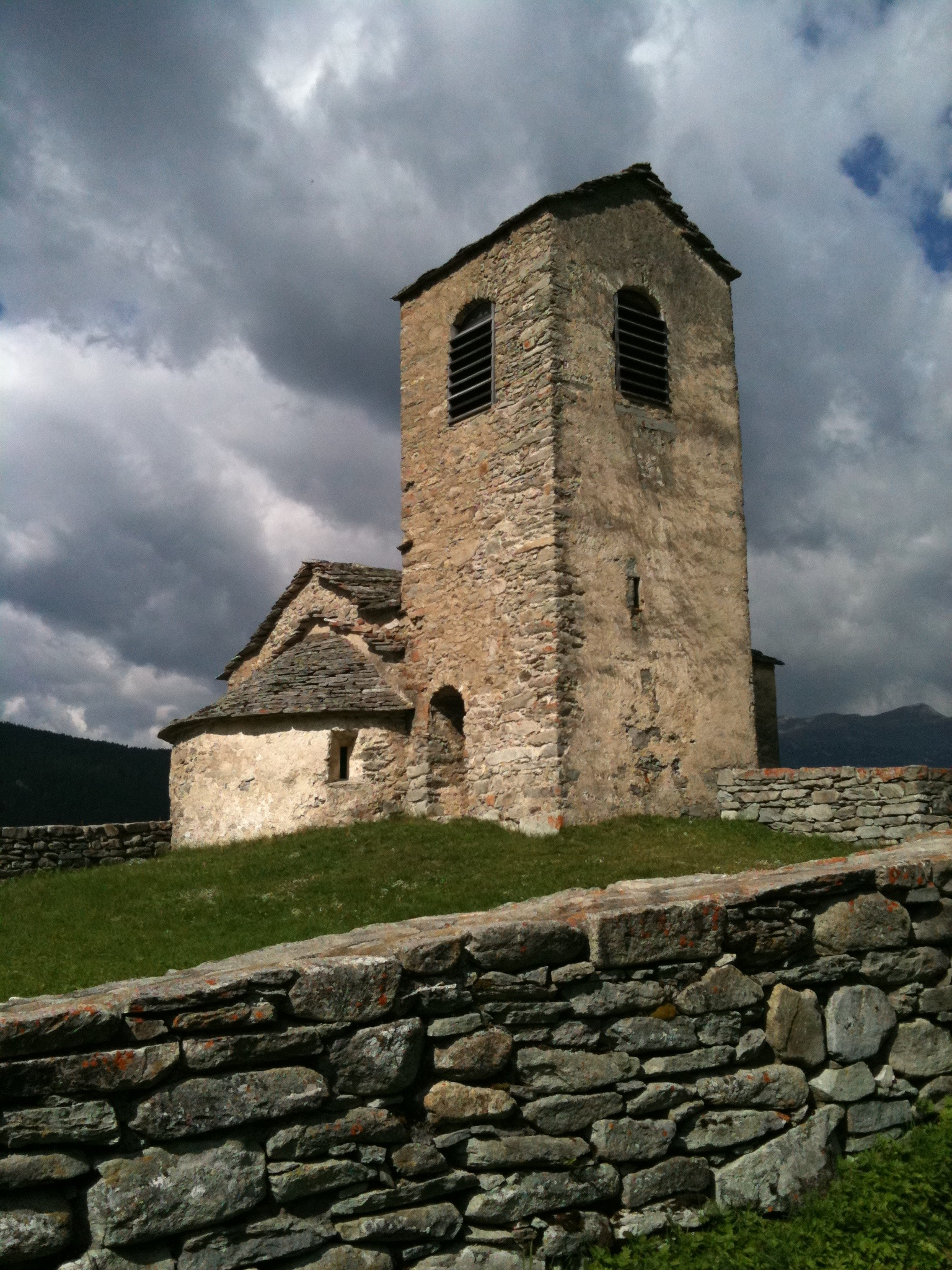
Aussenansicht

Die Reformierte Kirche im Weiler Cresta der Ortschaft Ausserferrera im Ferreratal (nicht zu verwechseln mit der Edelweisskirche im benachbarten Hochtal in Avers-Cresta) ist ein evangelisch-reformiertes Gotteshaus unter dem Denkmalschutz des Kantons Graubünden. Sie wurde 1997 von Joos & Mathys Architekten letztmals restauriert.

## Geschichte und Ausstattung
Die Kirche wurde um das Jahr 1200 errichtet und ist damit der älteste christliche Sakralbau in der Val Ferrera. Die Glocke im kaum verputzten Turm stammt noch aus vorreformatorischer Zeit 1486 und wird von Hand geläutet. Die fehlende Elektrizität in der Terrassensiedlung führt auch dazu, dass statt einer Orgel ein Harmonium die Kirchenlieder begleitet. 
In der Mitte der Apsis des Chores steht ein Taufstein, der zugleich als Abendmahlstisch genutzt wird. 

## Kirchliche Organisation
Cresta Ferrera gehört innerhalb der Evangelisch-reformierten Landeskirche Graubünden zur fusionierten Kirchgemeinde Avers/Ferrera.

## Galerie

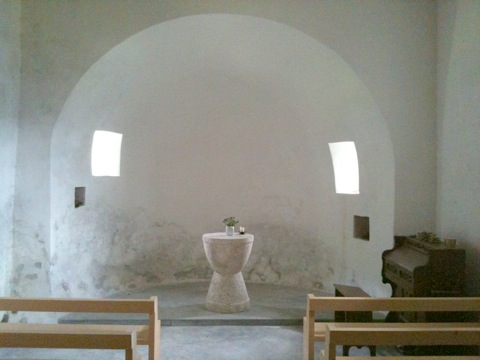
Innenansicht
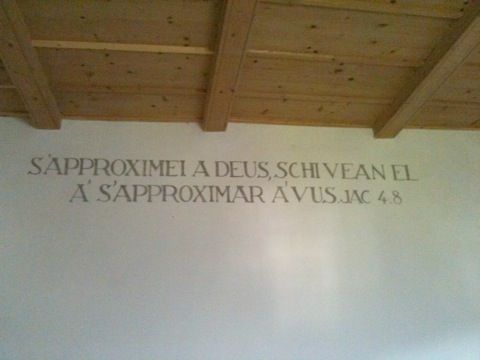
Biblischer Wandspruch auf Sutsilvan (Jakobusbrief 4,8)
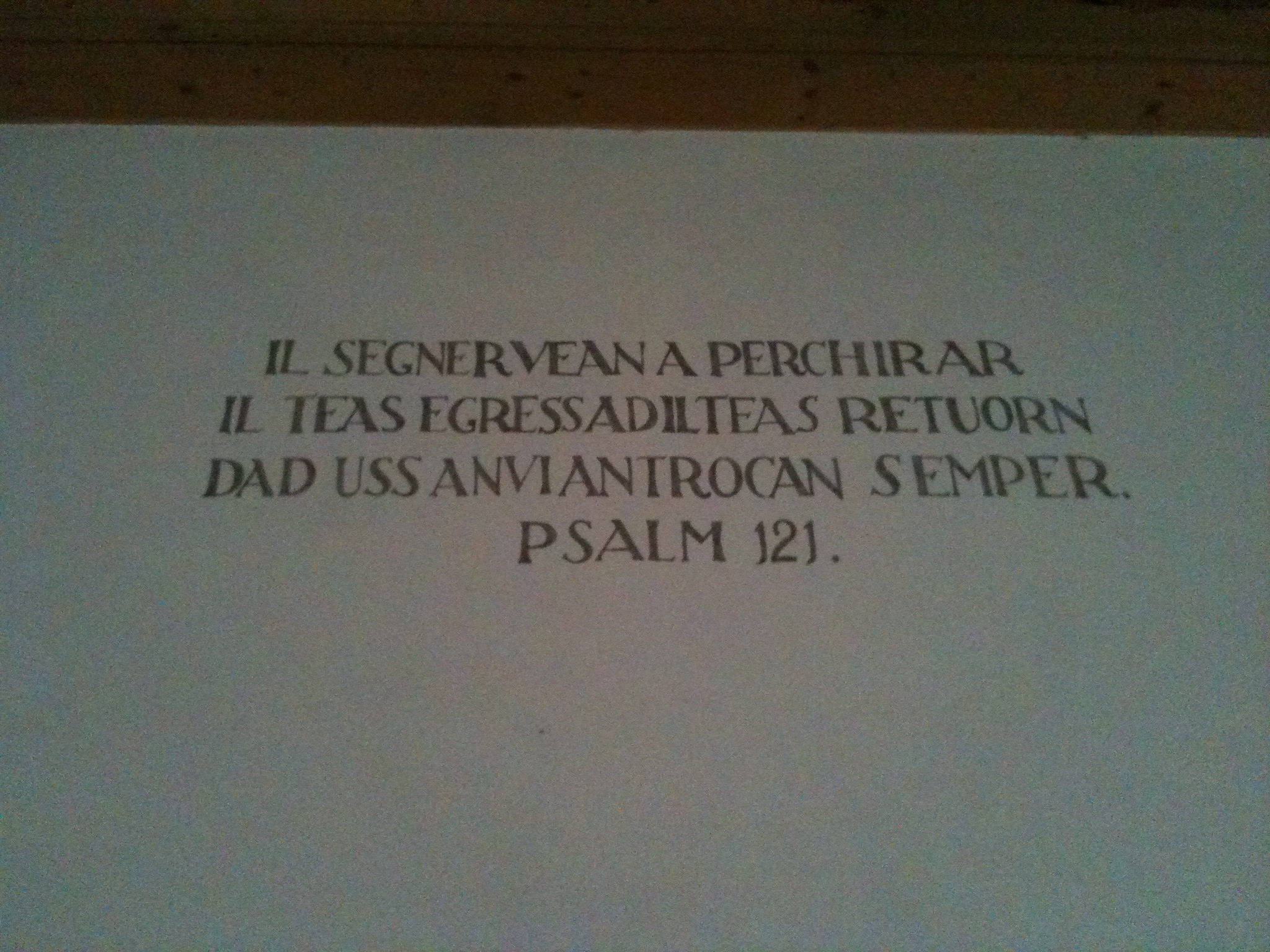
Biblischer Wandspruch auf Sutsilvan (aus Psalm 121)
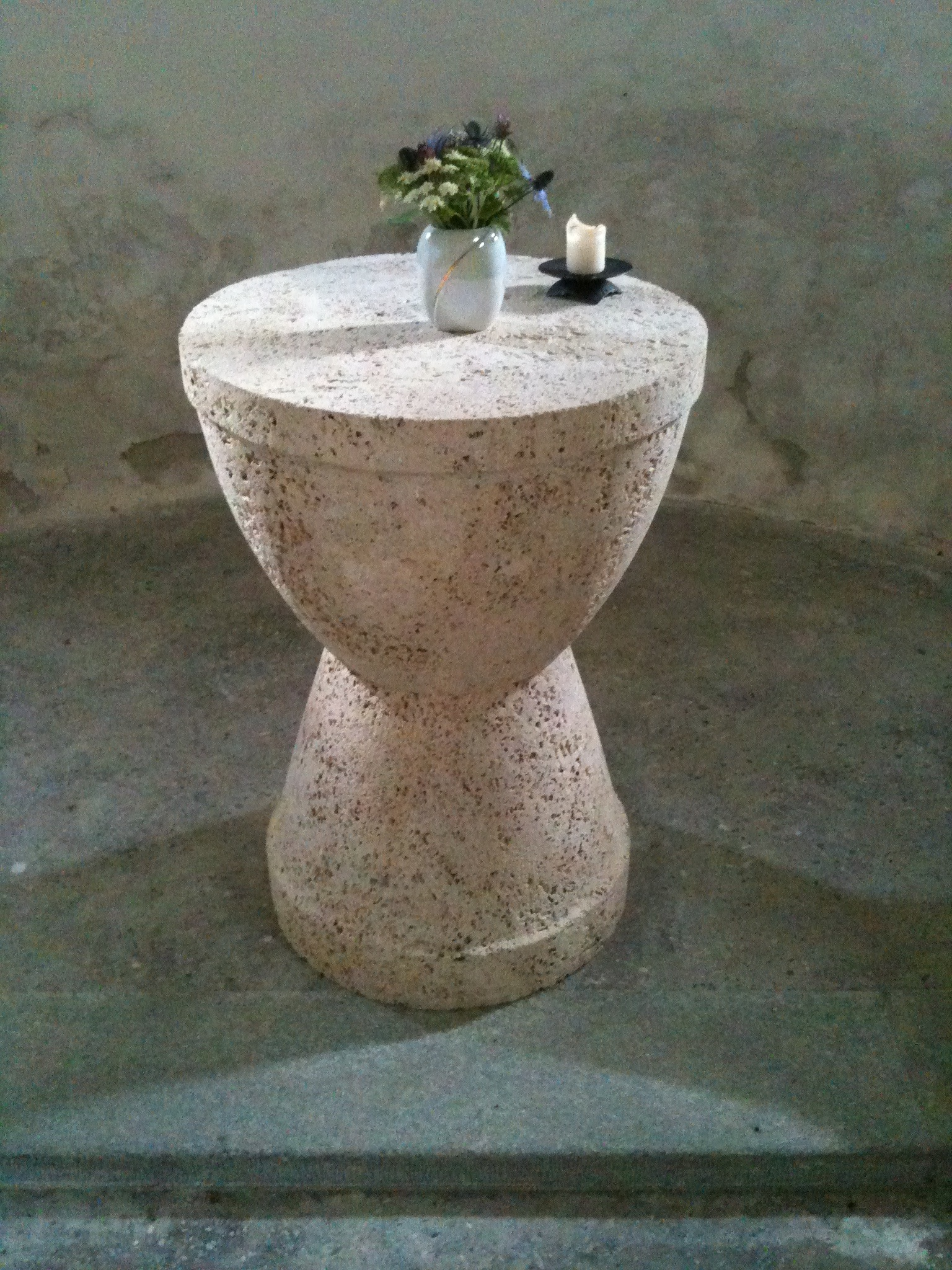
Taufstein
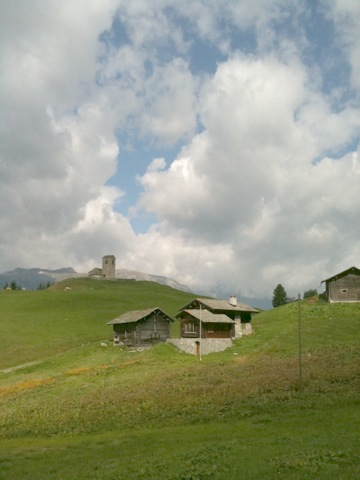
Die Kirche alleinstehend auf dem grasbewachsenen Felsvorsprung